# Kjell Enhager
Kjell Gunnar Enhager, född 3 januari 1958 i Göteborgs Kristine församling, är en svensk föreläsare och coach, som arbetar med mental träning, ledarutveckling och motivation inom sportvärlden och näringslivet.
Han har bland annat arbetat med golfspelaren Nick Faldo, Annika Sörenstam, det svenska damlandslaget i golf, samt idrottsmän inom flera andra sporter, till exempel tennis, ridsport skidor och handboll. Inom näringslivet har han arbetat med ledningsgrupper och medarbetare på ett hundratal företag, och med kulturella organisationer som Göteborgsoperan.
Kjell Enhager är före detta professionell golfspelare och arbetar sedan 1977 även som golfinstruktör. Han har en amerikansk master-examen i ekonomi.
Kjell Enhager har skrivit boken Kvantgolf - Nytändning för frustrerade golfare, som även är utgiven på engelska.. Flera av hans föreläsningar har publicerats som filmer. Han är bosatt i Lerum.
Enhager var sommarpratare 2015 och även vinterpratare samma år.

## Föreläsningar
- Jag AB
- Jag AB 2.0
- Skillnaden som gör skillnaden
- Visioner i världsklass